# Jakša Ravlić
Jakša Ravlić (Makarska, 1. listopada 1896. – Zagreb, 21. prosinca 1975.), bio je hrvatski književni i kulturni povjesničar. 

## Životopis
Jakša Ravlić rođen je u Makarskoj 1896. godine. Pučku i građansku školu pohađao je u Makarskoj, a Mušku učiteljsku preparandiju završio je 1915. u Arbanasima. Bio je jedan od utemeljitelja i prvi rektor (1945. – 1947.) Više pedagoške škole u Splitu, bio je također redoviti profesor i rektor Akademije za kazališnu umjetnost u Zagrebu. Radio je u Institutu za književnost HAZU. Bio je predsjednik Matice hrvatske od 1954. do 1968. godine.

## Djela
Nepotpun popis:
- Makarska i njeno primorje, Split, 1934.
- Luka Botić u Zadru (1954.), članak[3] (digitalizirano izdanje)
- O prvom izdanju Gundulićeva »Osmana« (1826) (1956.), članak[4] (digitalizirano izdanje)
- Matica hrvatska: 1842–1962, (Jakša Ravlić: Povijest Matice hrvatske; Marin Somborac: Bibliografija izdanja MH), Zagreb, 1963.
- Hrvatski narodni preporod: ilirska knjiga, I-II, Zagreb, 1965. (priredio)
- Rasprave iz starije hrvatske književnosti, Zagreb, 1970.
- Zbornik proze XVI. i XVII. stoljeća, Zagreb, 1972. (priredio)

## Nagrade
- 1972.: Državna nagrada za životno djelo, u području humanističkih znanosti.[5]

## Vanjske poveznice
Mrežna mjesta
- Ravlić, Jakša, Leksikon Marina Držića
- Rafo Bogišić, Jakša Ravlić (1896-1975) (nekrolog), Ljetopis Jugoslavenske akademije znanosti i umjetnosti 79/1975.